# Olbramkostel
Olbramkostel (in tedesco Wolframitzkirchen) è un comune mercato della Repubblica Ceca facente parte del distretto di Znojmo, in Moravia Meridionale.